# Parc Nacional Piatra Craiului
El Parc Nacional Piatra Craiului és una zona protegida d'interès nacional que correspon a la UICN (parc nacional) de segona categoria, situada als territoris dels comtats d'Argeș (6.967 ha) i Brașov (7.806 ha) de Romania.

## Ubicació
L'espai natural s'estén a l'extrem nord-est del comtat d'Argeș (als territoris administratius de les comunes de Dâmbovicioara, Dragoslavele, Rucăr) i al sud del comtat de Brașov (als territoris de les comunes Fundata, Moieciu i Bran i el de la ciutat de Zărnești), a prop de la carretera nacional DN73A que connecta la ciutat de Pitești amb la ciutat de Zărnești.
El parc nacional està situat al massís de Piatra Craiului, un grup muntanyós que pertany al nord-oest de la cadena dels Carpats dels sud i ocupa una superfície total de 14.773 ha.

## Història
L'espai natural del massís de Piatra Craiului es va establir el 28 de març de 1938 per decisió del Consell de Ministres, publicada al Diari del Consell de Ministres núm. 645 de 1938, després que, amb el pas del temps, l'àrea protegida augmentarà la seva superfície en diverses etapes i, a partir del 1990, la zona serà declarada parc nacional i confirmada per la Llei núm. l'aprovació del Pla nacional d'ordenació del territori - Secció III - àrees protegides).
El 2003, per decisió del Govern núm. 230 del 4 de març (sobre la delimitació de reserves de la biosfera, parcs nacionals i parcs naturals i l'establiment de les seves administracions) restaura els límits i l'àrea del parc nacional.

## Descripció

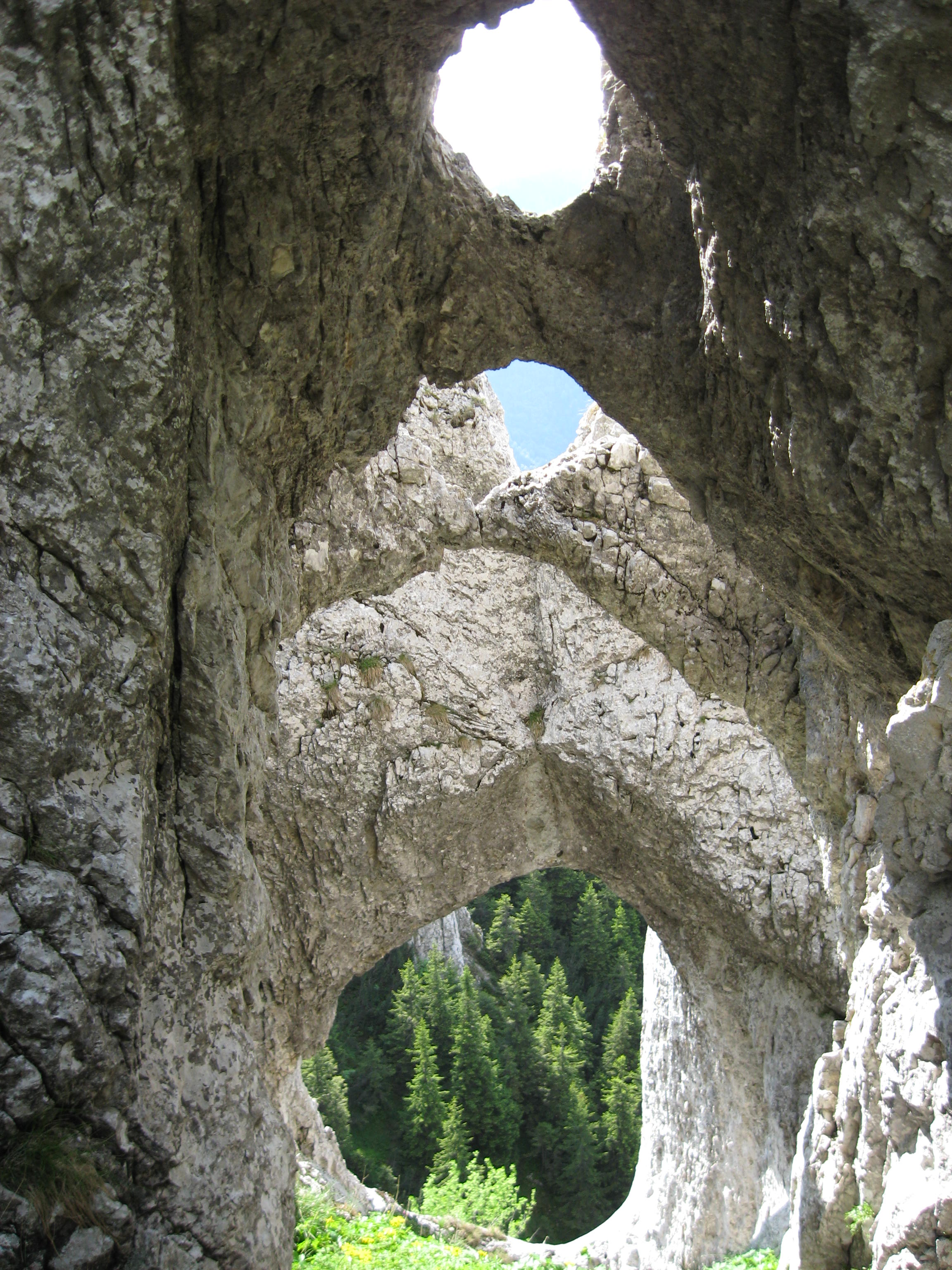
Zona càrstica "La Zaplaz"

El Parc Nacional és una zona amb cims escarpats (pic Timbalul Mare - 2.177 m pic de plats - 2.170 m) de roca metamòrfica, edat calcària rocosa Juràsic, tartera, alpí, molls (Claus Zarnesti Gorge Vlăduşca keys Dambovicioara), coves, pantans, cursos d'aigua o zones càrstiques (Cerdacul Stanciului, Padina lui Calinet, precipicis de Zărneștiului, Fântâna Domnilor, Fântâna lui Botorog, La Zaplaz) resultants de l'erosió o corrosió de les roques; prats de muntanya, camps de fenc, pastures, zones boscoses.
El parc nacional se solapa amb el lloc d'importància comunitària - Piatra Craiului i inclou les reserves naturals: Cheile Zărneștilor (àrea protegida d'interès geològic, florístic, faunístic i paisatgístic, també coneguda com a trinxeres Zărneșilor), la cova de Liliecan (Ruc), Cova de Dâmbovicioara, Avenul din Grind, Dâmbovicioara - Zona càrstica de Brusturet, Cova de Dobreștilor, Cova núm. 15, Stanciului cova i Uluce cova.

## Biodiversitat
El massís de Piatra Craiului presenta un espai natural amb una diversitat florística i faunística diversa, expressada tant a nivell d'espècies com a nivell d'ecosistemes terrestres.

### Habitat
L'espai natural té diversos tipus d'hàbitats (arbusts alpins i boreals, arbusts amb espècies subàrtiques de Salix, arbustos amb Pinus mugo i Rhododendron myrtifolium, comunitats de penya-segats califals o prats basifits a Alysso-Sedion blanc, comunitats Edgeland higròfiles des de la plana fins als prats calcaris de muntanya i alpins, alpins i subalpins, prats de muntanya, coves on l'accés públic està prohibit, boscos al·luvials amb Alnus glutinosa i Fraxinus excelsior (Alno-Padion, Alnion incanae, Salicion albae), fagedes dacies (Symphyto-Fagion), boscos relictes de Pinus sylvestris sobre substrat calcari, fagedes Luzulo-Fagetum, fagedes centreeuropees de Cephalanthero-Fagion, boscos acidòfils de Picea abies a la regió muntanyenca (V Piceetea), arbustos amb espècies subàrtiques de Salix, vessants rocosos amb vegetació casmofítica sobre roques silícies, vegetació herbàcia a la vora dels rius mon vegetació llenyosa, llenyosa amb Myricaria germanica al llarg dels rius de la muntanya i esquist de pedra calcària i calcària des de la muntanya fins al sòl alpí (Thlaspietea rotundifolii) que alberga una àmplia gamma de flora i fauna específiques de Pietrei Craiului.

### Flora
La flora del parc nacional consta d'espècies vegetals distribuïdes en capes, d'acord amb l'estructura geològica, les característiques del sòl i del clima, l'estructura geomorfològica o l'altitud.

#### Arbres i arbusts
Espècies de coníferes: avet (Picea Abies), pi (Pinus), avet (Abies alba), làrix (Larix decidua), lliri (Pinus cembra), làrix (Larix), teix (Taxus baccata).
Espècies de fusta dura amb roure: Quercus petraea, roure (Quercus robur), faig (Fagus sylvatica), carpe (Carpinus betulus), fals plàtan (Acer pseudoplatanus), til·ler (Tilia cordata), freixe (Fraxinus excelsior), castanyer bord (Aesculus hippocastanum), om (Ulmus glabra), erable (Acer platanoides), auró blanc (Acer campestre), bedoll (Betula pendula), trèmol (Populus tremula), vern de muntanya (Alnus viridis), vern (Alnus glutinosa), salze blanc (Salix alba), gatsaule (Salix caprea).

#### Herbes i flors
A nivell d'herbes, la diversitat florística està representada per diverses espècies i subespècies de plantes, algunes de les quals estan protegides per llei o endèmiques d'aquesta zona del país.

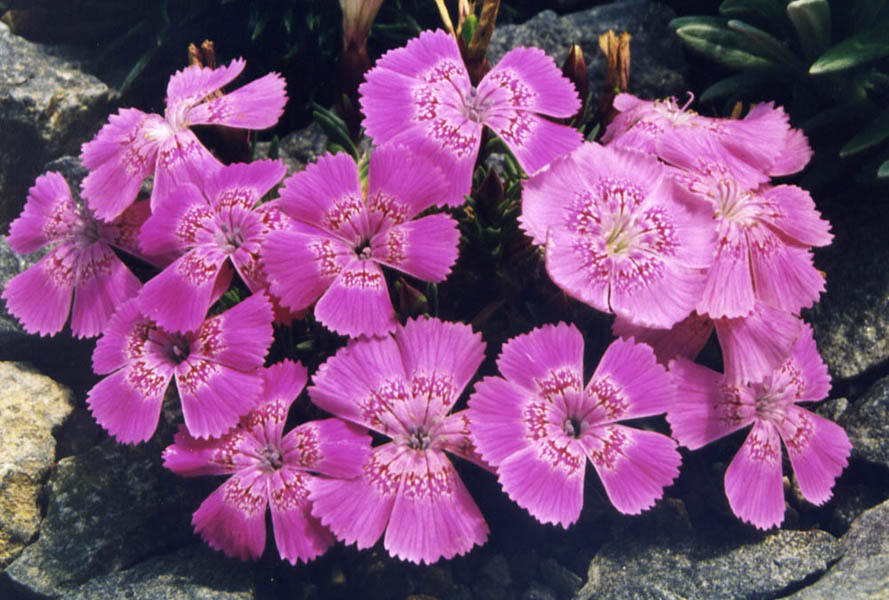
Pedra de clavell (Dianthus callizonus)

Espècies de plantes criades a la zona del parc: Dianthus ridge (Dianthus callizonus) espècie endemàtica creix només a les roques i deixalles Muntanyes Pietrii, pèsol dolç (Nigrittela rubra), Reina de gira-sol (Leontopodium alpinum Cass.), Muntanya de Peònia (Rhododendron)), rosella groga (Papaver alpinum), blanc d'heura (Daphne blagayana), sabatilla de dona (Cypripedium calceolus), una ramificada (Linaria alpina), morcoveancă (Pleurospermum austriacum), base de l'os (Heracleum palmatum) bunghişor (Erigeron uniflorus i Erigeron atticus), mixandres silvestres (Erysimum witmannii), flor perineal (Anthemis tinctoria ssp. fussii), campanes (Campanula patula ssp. abietina), orquídies (amb espècies de: Cephalanthera longifolia, Gymnadenia conopsea, Gymnadenia o Cephalanthera rubra), buzzardiz trifida), clavell (amb espècies de: Dianthus glacialis ssp. Gelidus, Dianthus tenuifolius, Dianthus giganteus ssp. banaticus, Dianthus henteri), lligabosc (de les espècies: Erigeron uniflorus, Erigeron atticus i Erigeron atticus), genciana (Gentiana clusii), mantega de vaca (Orchis morio), poroïnica (Orchis ustulata), arma del diable (Phyteuma tetramer) greix (Pinguic alpina), plàtan (Plantago atrata) o margarida (Pedicularis exaltata).

### Fauna
La fauna del parc és diversa i està representada per diverses espècies de mamífers, aus, peixos, amfibis i rèptils, alguns protegits per la llei i a la llista vermella de la UICN.

#### Mamífers
Espècies de mamífers: ós dels Carpats (Ursus arctos), cérvol (Cervus elaphus), cérvol (Capreolus capreolus), cabra negra (Rupicapra rupicapra), llop (Canis lupus), linx (Lynx lynx), marta (Martes marten), guineu (Vulpes vulpes), senglar (Sus scrofa), esquirol (Sciurus carolinensis), ratpenat d'orella ampla (Barbastella barbastellus), ratpenat d' ales llargues (Miniopterus schreibersii), ratpenat comú (Myotis myotis), orelles de ratpenat de ratolins (Myotis blythii), el ratpenat de ferradura major (ferrumequinum de ferradura), ratpenat de ferradura menor (Rhinolophus hipposideros), musaraña (Crocidura leucodon), nan de musaranya (Sorex minutus), nan de ratolí (Micromys minutus), picot (Sorex araneus)), o picot (Sorex alpinus).

#### Ocells
Espècies d'ocells: gall fer (Tetrao urogallus), corb (Corvus corax), gall fer (Tetrastes bonasia), xoriguer (Falco tinnunculus) muntanya CODRILOR (Phoenicurus ochruros), pelegrí (Falco peregrinus), roca BRUMAR (Prunella collaris), Cristel de camp (crex crex) daw (Corvus monedula), xoc (Asio otus), colom (Columba palumbus), alosa (Alauda arvensis) àliga (Aquila pomarina) , àguila daurada (Aquila chrysaetos), sabardot (Buteo buteo) sabatot (Buteo lagopus), policia (Carduelis Carduelis) pupăză (Upupa epops), CUC (Cuculus canorus), merla (Turdus merula), Northern Harrier (Circus cyaneus) , Siskin (Carduelis spinus) Oriole (oriolus oriolus), llangardaix de dors vermell (Lanius collurio) Yellowhammer (Emberiza citrinella), wagtail (Motacilla alba), piper-de- Thrush (Tringa ochropus) Ciocârlan (Galerida cristata), warbler (Sylvia) nisoria)

#### Rèptils, amfibis i peixos
Sargantana de camp (Lacerta agilis), sargantana (Lacerta viridis), serp d' aigua (Natrix tessellata), serp d'avellana (Coronella austriaca), serp cega (Anguis fragilis), serp de casa (Natrix natrix), escurçó (Vipera berus), de panxa groga ivori (Bombina variegata), tritó de cresta (Triturus cristatus), tritó de muntanya (Triturus alpestris), tritó comú de Transilvania (Triturus vulgaris), granota de bosc vermella (Rana dalmatina), granota de muntanya vermella (Rana temporaria), granota (Hyla arborea) o la salamandra del foc (Salamandra salamandra); a més de tres espècies de peixos: barb (Barbus meridionalis), beceró de riu (Eudontomyzon mariae) i merlan (Cottus gobio).

## Accés
L'accés al parc es pot fer per la carretera nacional DN73A a la ruta: Brașov - Râșnov - Zărnești, des de Brașov, o per la carretera nacional DN73D, a la ruta: Pitești - Câmpulung - Zărnești, des de Pitești.

## Monuments i atraccions turístiques
Als voltants del parc hi ha molts objectius d'interès històric, cultural i turístic; tan:

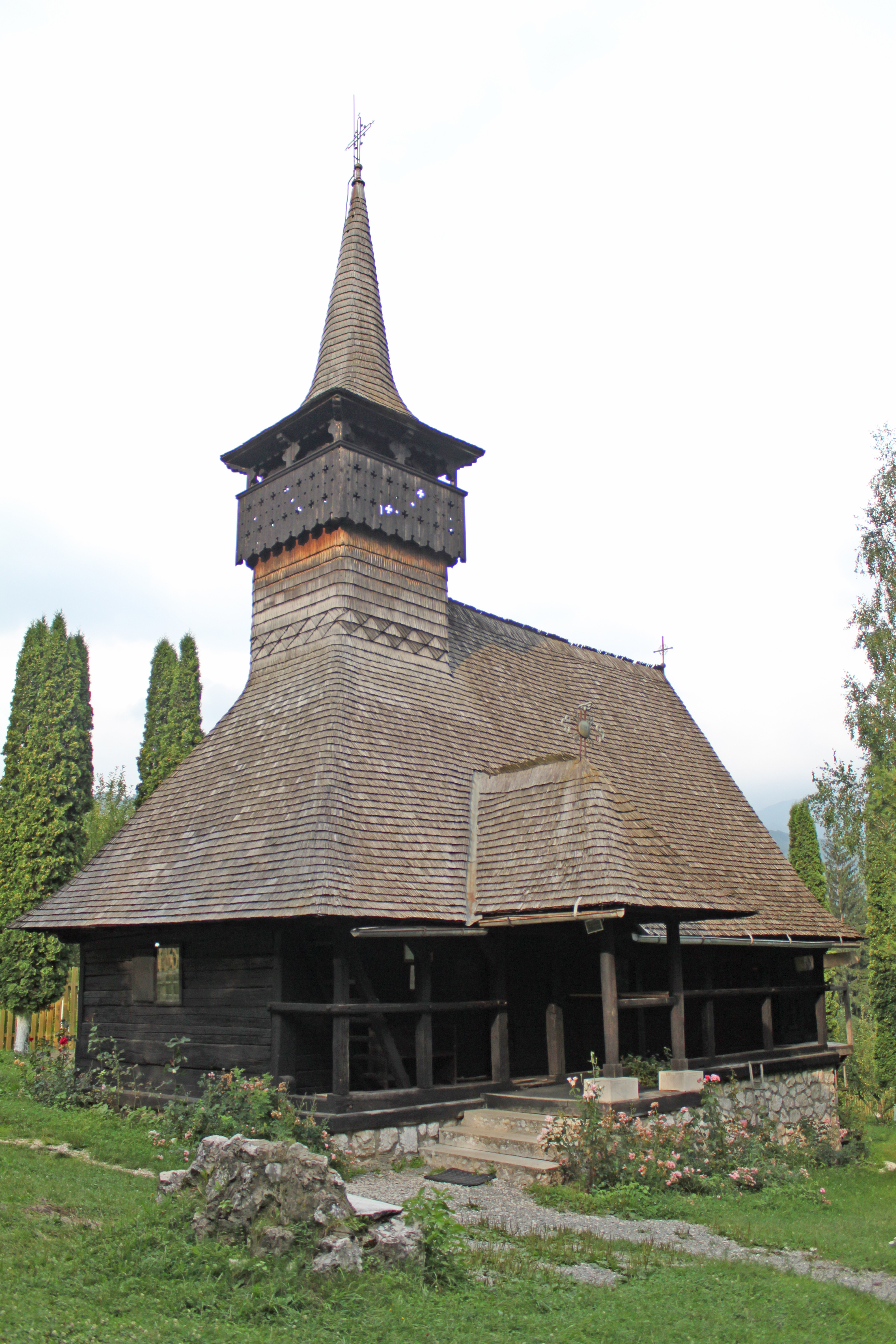
L'església de fusta de Dragoslavele

- Església "Assumpció" - Joseni de Dragoslavele, construïda el 1661, monument històric.
- Església "Ascensió del Senyor" - Suseni de Dragoslavele, construïda el 1745, monument històric.
- Església "St. Martyrs Gheorghe and Dumitru" - Suseni din Rucăr, construïda el 1780, monument històric.
- L'església de fusta "Sf. Gheorghe" de l'ermita Dragoslavele, construcció de St. seg. XVII, traslladat el 1949 de Luna de Sus, Cluj, monument històric.
- L'església "L'entrada a l'església de la Mare de Déu" de Tohanu Nou, construcció 1779, monument històric.
- Conjunt de l'església "Sant Nicolau" de Zărnești (església i capella de "Sant Nicolau"), construïda al segle xv XVI - XIX, monument històric.
- L'església de la Nativitat de la Mare de Déu de Zărnești, construïda al segle XVIII, monument històric.
- Església dels "Sants Emperadors" del poble de Podu Dâmboviței, construïda el 1940, monument històric.
- L'església de l'Assumpció de la Verge Santíssima a Fundata, construïda el 1843, monument històric.
- Església "Sf. Nicolae" de Moieciu de Jos, construcció 1761, monument històric.
- L'Església de l'Assumpció de la Santíssima Verge de Bran, un lloc de culte ortodox (monument històric) construït entre 1828 i 1836. Castell de Bran

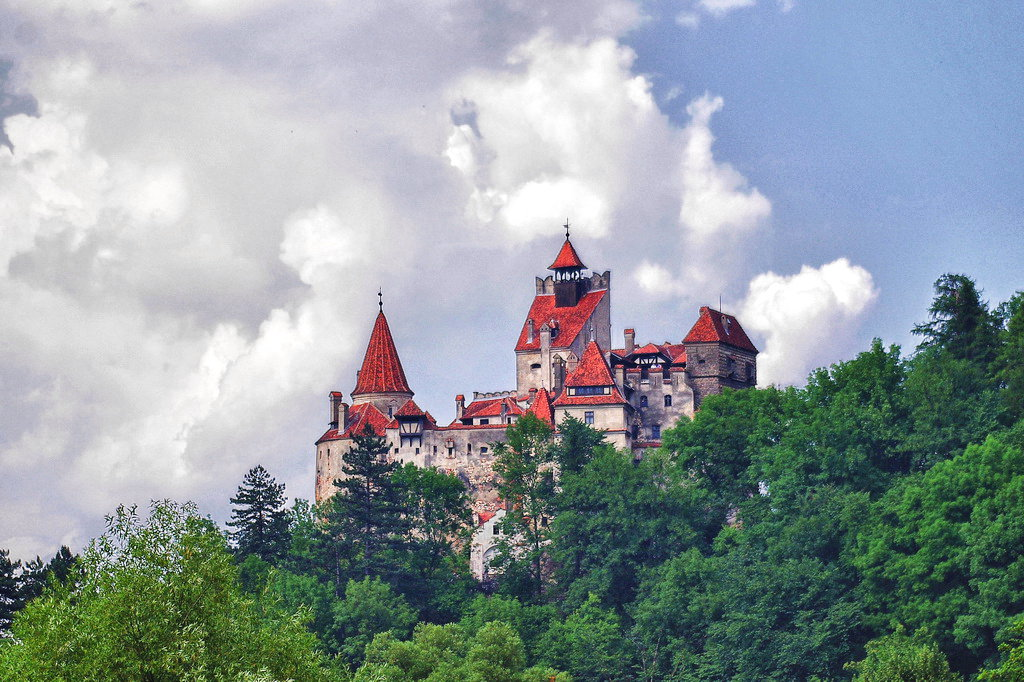
Castell de Bran

- Castell de Bran (monument històric) construït entre el 1211 i el 1377 amb la destinació inicial d'una fortalesa militar (que custodiava el pas de Rucăr-Bran) i transformat el 1920, en castell (quan era propietat de la reina Maria).
- El museu del poble de Bran, que alberga importants valors de l'arquitectura tradicional de Țara Bârsei (cases de pagès, inclosos els annexos domèstics, joagăr, piuă, dârste) i que reflecteix les antigues ocupacions dels habitants locals (fusta, cultiu de plantes i ramaderia)[19]
- L'assentament romà de Podu Dâmboviței (època romana, s. II - III pàg. Chr.).
- Les ruïnes de la fortalesa Oratea del poble de Podu Dâmboviței, construcció datada a mitjans de segle xiv.